# Ulemosaurus
Ulemosaurus svijagensis es una especie extinta de terápsidos dinocéfalos pariente distante de los Estemmenosuchidae que vivió hace 250 millones de años, esto es, 5 millones de años más tarde que  Estemmenosuchus. Vivió en Isheevo (Tartaristán).
Solo se han encontrado partes del esqueleto y calaveras. Los huesos craneales son extremadamente densos: alrededor de 10 cm en sus partes más densas. Los especímenes hallados están considerados como herbívoros. Pero teniendo en cuenta su mandíbula fuerte, algunos paleontólogos consideran que era una especie carnívora.